# Galactodenia vareschii
Galactodenia vareschii är en stensöteväxtart som beskrevs av Alan Reid Smith och Mostacero. Galactodenia vareschii ingår i släktet Galactodenia och familjen Polypodiaceae. Inga underarter finns listade.